# 101 California Street
101 California Street – wieżowiec w San Francisco w USA. Budynek ten został zaprojektowany przez Philipa Johnsona. Jego budowa rozpoczęła się w 1979, a zakończyła w 1982. Ma prawie 183 metry wysokości, 111 500 m² powierzchni i 48 pięter. Wykonano go w stylu późnomodernistycznym. Jest to czwarty co do wysokości budynek w San Francisco, z wysokością równą 50 Fremont Center. Jego powierzchnia użytkowa jest wykorzystywana w celach biurowych. Wejście do biurowca przypomina wejście do 101 Park Avenue w Nowym Jorku, budynku stworzonego przez tego samego architekta i wybudowanego w tym samym roku. Lobby budynku ma siedem pięter i otoczone jest ogrodem. 
W 1993 Gian Luigi Ferri zastrzelił osiem osób, a sześć ranił, po czym popełnił samobójstwo. Stało się to na 34. piętrze w biurze firmy prawniczej Pettit & Martin.